# Актубек (Алакольський район)
Актубе́к (каз. Ақтүбек) — село у складі Алакольського району Жетисуської області Казахстану. Адміністративний центр та єдиний населений пункт Актубецького сільського округу.
У радянські часи село називалось Чистопольське.
Населення — 1215 осіб (2021; 1239 у 2009, 1403 у 1999, 1777 у 1989).